# حي الطفايلة (عمان)

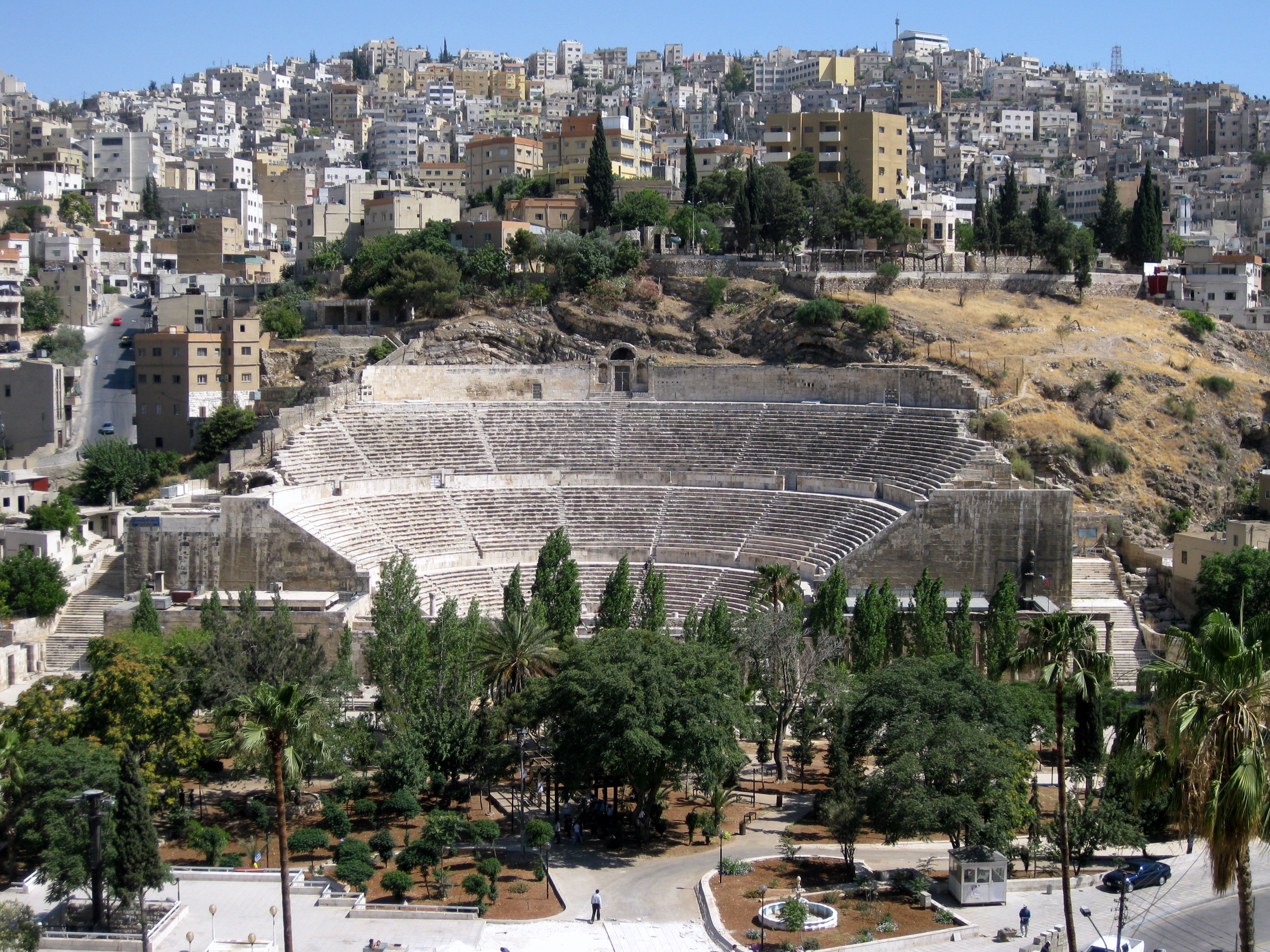
يبدأ امتداد الحي من خلف المدرج.

حي الطفايلة، هو أكبر احياء مدينة عمان وتعود أصول العائلات في الحي إلى تجمع عشائر الثوابية من قرية عيمة في  في الطفيلة وقد نسب بعض المؤرخين هذه العشائر إلى الصحابي الجليل جعفر بن أبي طالب[بحاجة لمصدر] والملقب جعفر الطيار وهو صحابي جليل استشهد في قرية المزار ولذلك يُسمَّون بـ (صبيان الجعافرة).

## الموقع الجغرافي
الموقع الجغرافي لحي الطفايلة في شرق عمان وهو أيضاً يشرف على مساحة كبيرة جداً من منطقة شرق رغدان والمدرج الروماني (عمان) ومقابل لقصر رغدان والديوان الملكي ويقع على جبلين من جبال عمان السبعة وهما جبل التاج المعقل الرئيسي والانتشار الأكثر للطفايلة وجبل الجوفة وبعض من مناطق الإشرفية وللكثافة السكانية الكبيرة فإن الحي يتوسع بشكل كبير ليحتل مساحة كبيرة من التاج والجوفة.

## خدمات الحي
يوجد في حي الطفايلة مسجد جعفر الطيار. كما يوجد في الحي مركز صحي الجوفة حيث يقع في منتصف الحي. ويوجد في الحي عددة هيئات أهلية ورياضية، كما يوجد فرقة الطفيلة للفنون الشعبية والتراث البدوي.